# マーリン (自動車)

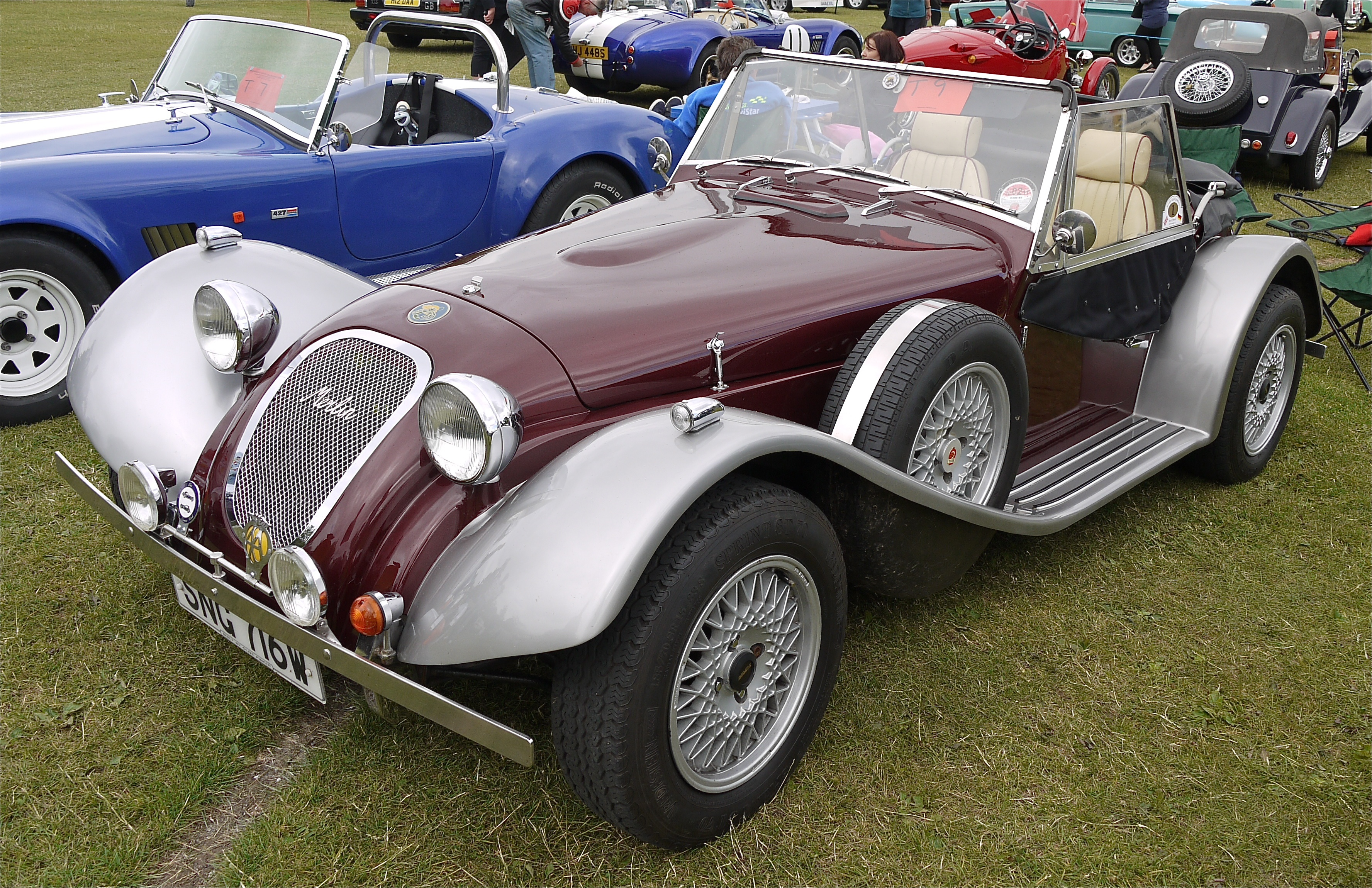
マーリン（Merlin)

マーリン（Merlin）はかつて存在したイギリスの自動車ブランド。
製造をやめたタイガーのボディをピーター・ゴウイング (Peter Gowing) が輸入し英国で製作したロードスター。

## 解説
1980年、モーア・マーリンTF (Mohr Merlin TF) を製作。
1985年にはモーア・マーリン・プラスII (Mohr Merlin plus II) となる。これはフォード・コルチナ、フォード・シエラをベースに製作され、マーリンTFの後継となる。

## 参考
- Der Merlin[リンク切れ]